# 木下友敬
木下 友敬（きのした ゆうけい、1895年10月24日 - 1968年11月14日）は、日本の政治家。参議院議員（1期）。下関市長（1期）。医学博士。旧姓は平川。

## 経歴
山口県出身。1921年九州帝国大学医学部卒。九州歯科医専教授を経て、1927年下関市で内科を開業する。1956年の第4回参議院議員通常選挙で山口県から日本社会党公認で立候補して当選した。参議院議員を1期務めた後は、1963年下関市長に当選した。1966年秋の叙勲で勲三等旭日中綬章受章。1967年まで市長を務め、1968年11月14日死去、73歳。死没日をもって従四位に叙され、銀杯一組を賜った。
山口県医師会会長、下関山岳会会長、山口県山岳連盟会長も歴任した。
大学生時代から吉岡禅寺洞に師事して『天の川』同人。1949年『舵輪』を創刊、主宰。口語俳句に携わった。

## 著書
- 句集「聴診器」
- 遺文集「長い道」